# Bessatsu Margaret
Bessatsu Margaret (jap. 別冊マーガレット Bessatsu Māgaretto) – japoński miesięcznik poświęcony shōjo-mandze, wydawany od 1964 roku nakładem wydawnictwa Shūeisha. Historie przedstawione w magazynie kładą nacisk na rozwój postaci, koncentrując się na tematach relacji międzyludzkich i codziennych sytuacjach.

## Wybrane serie
Opracowano na podstawie źródła.
- Beztroskie dni
- Cat Street
- Itazura na Kiss
- Kimi ni todoke
- Kocha... Nie kocha...
- Lovely Complex
- Orange
- Ore monogatari!!
- Ścieżki młodości
- Wilczyca i czarny książę